# Farino
Farino – miasto i gmina na Nowej Kaledonii (terytorium zależne Francji), w Prowincji Południowej. Według danych szacunkowych na rok 2010 liczy 619 mieszkańców.